# فريد باسولو
فريد باسولو (بالإنجليزية: Fred Basolo)‏ (11 فبراير 1920 - 27 فبراير 2007) هو كيميائي لا عضوي أمريكي، حصل على درجة الدكتوراة في عام 1943 من جامعة إلينوي في إربانا-شامبين تحت إشراف البروفيسور جون كريستيان بيلر.